# Oibalos
Oibalos ist ein antiker griechischer männlicher Personenname.

## Herkunft und Bedeutung
Altgriechisch Οἴβαλος
Die Bedeutung ist unbekannt.

## Varianten
- veraltet: Öbalos oder Öbalus
- Latein: Oebalus

## Bekannte Namensträger
- ein König von Sparta, siehe Oibalos (König von Sparta)
- ein König von Kampanien, siehe Oebalus (Sohn des Telon)
- ein Spartaner im ersten Messenischen Krieg, siehe Oibalos (Messenischer Krieg)